# Пытка неудобной позой

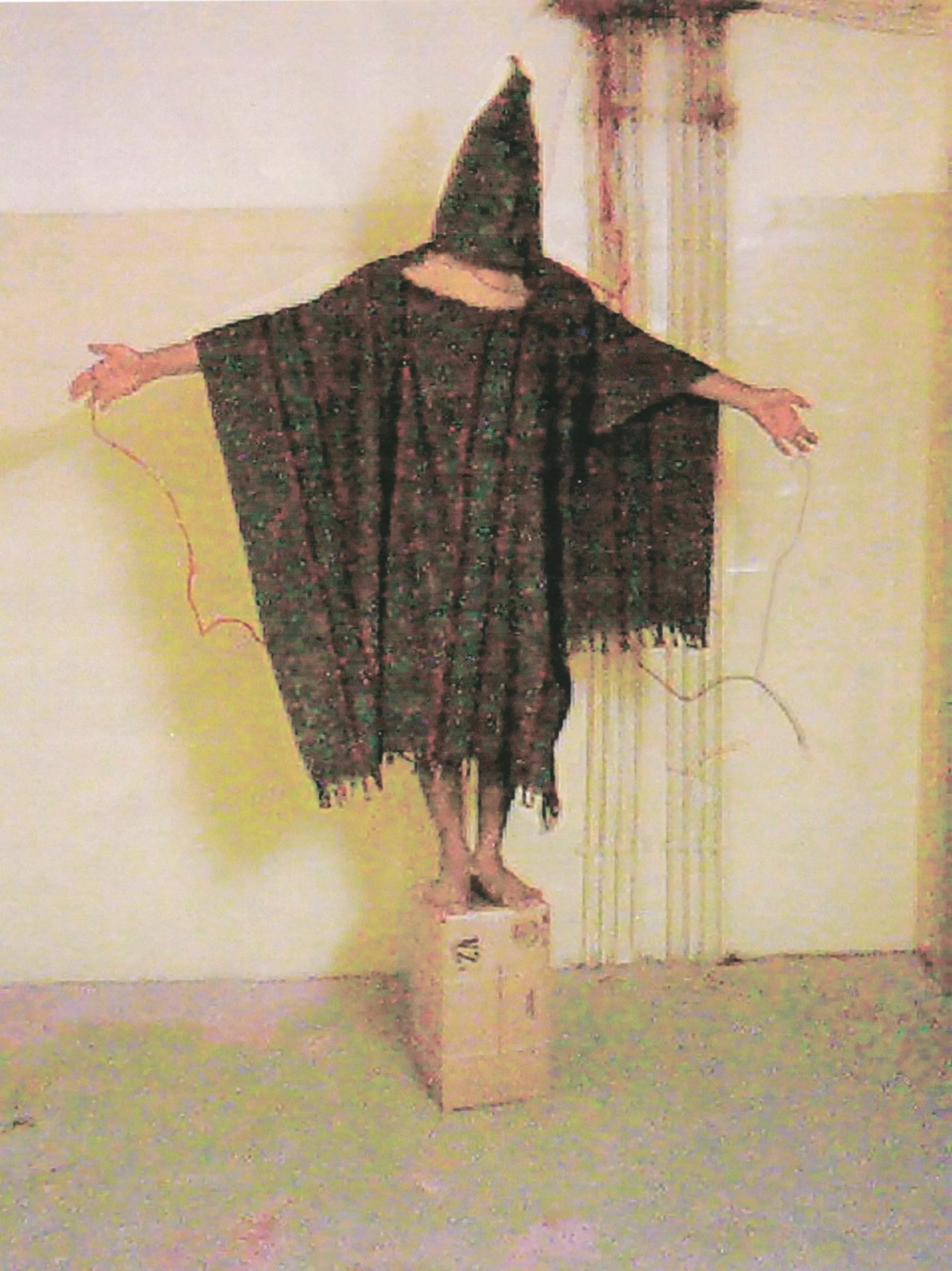
Эпизод пыток в военной тюрьме Абу-Грейб на обложке журнала The Economist

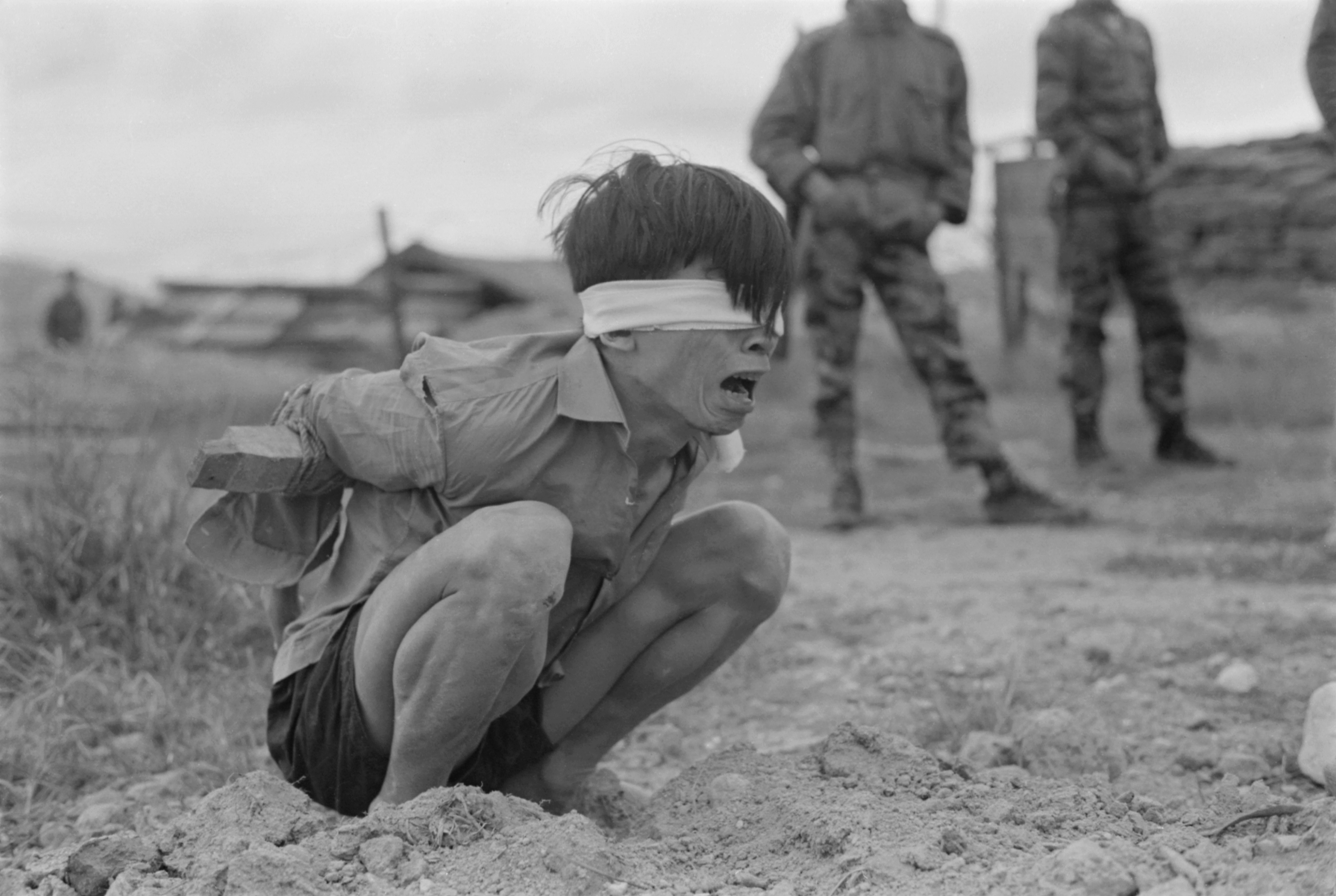
Пленный солдат Вьетконга в ожидании допроса в неудобном положении с доской под руками (1967)

Пытка неудобной позой (англ. Stress position) — однa из методик причинения болезненных ощущений, при которой истязаемого заставляют принять неудобное положение тела и сохранять его на протяжении длительного времени. Нашла широкое применение в современной практике дознания (см. например «расширенные методы допроса») в связи с тем фактом, что на теле жертвы после применения данной процедуры крайне редко остаются какие-либо явные следы внешнего насилия. Многими правозащитными организациями (Human Rights First и Physicians for Human Rights) рассматривается как пытка.

## Психологические аспекты
Как следует из прикладных руководств ЦРУ по проведению допросов, ключевой особенностью данного вида мероприятия является психологическая атрибуция боли дознаваемым. Находясь длительное время в крайне неудобном положении, дознаваемый на подсознательном уровне считает источником боли и дискомфорта себя, а не дознавателя, что приводит к внутреннему психологическому конфликту, который быстро истощает ресурсы нервной системы. В комбинации с другими факторами (жёсткими условиями содержания, психологическим давлением, лишением сна и т. д.) это позволяет с минимальными затратами усилий подавить волю к сопротивлению при проведении процедур допроса.

## Последствия для дознаваемого
Среди долговременных последствий, специфичными для данного вида пытки, являются:
- тромбоз сосудов, который может привести к тромбоэмболии лёгочной артерии
- нарушения периферийной нервной системы, которые могут привести к утрате чувствительности нервов и проблемам с двигательной моторикой[2].

Побочным эффектом могут стать травмы, полученные из-за потери равновесия и падения на пол по причине полного физического истощения дознаваемого.

## Примеры практического применения
- Попавший в китайский плен полковник корпуса морской пехоты США Фрэнк Швобл (Frank H. Schwable) дал ложные признания именно после того, как его заставляли сидеть продолжительное время в неестественном положении[5].
- По сообщению новостного агентства ABC News, данный вид пытки применялся на американских военных базах в Азии и Восточной Европе в виде долговременного стояния на месте (вплоть до 40 часов), будучи прикованным к полу[6].
- Жертвой данного вида пыток оказался известный американский диссидент Брэдли Мэннинг, отбывающий срок в тюрьме[7].
- По информации международной правозащитной организации Human Rights First, применение данного вида пыток американским контингентом в Ираке было санкционировано 10 сентября 2003 года генералом Рикардо Санчесом[8].
- Вариант данного вида пытки широко распространён в Юго-Восточной Азии как разновидность телесного наказания (см. Murga punishment[англ.]).